# Hornachos
Hornachos là một đô thị trong tỉnh Badajoz, Extremadura, Tây Ban Nha. Theo điều tra dân số 2005 (INE), đô thị này có dân số là 3840 người.

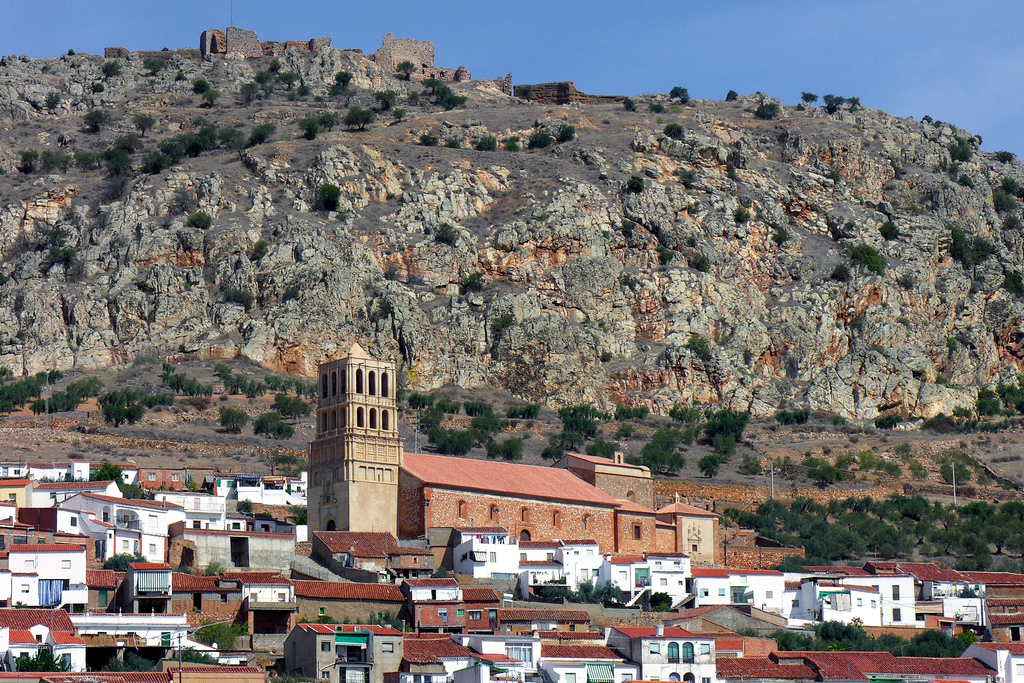
Thành phố Hornachos

38°28′B 6°10′T / 38,467°B 6,167°T